# Josaia Bukalidi
Josaia Junior Sauturaga Bukalidi (27 maggio 1981) è un ex calciatore figiano, di ruolo attaccante.

## Caratteristiche tecniche
Era una punta centrale.

## Carriera

### Nazionale
Ha debuttato in Nazionale il 7 aprile 2001, in Figi-Samoa Americane (13-0). Ha messo a segno la sua prima rete con la maglia della Nazionale il 6 luglio 2002, in Figi-Nuova Caledonia (2-1), siglando la rete del momentaneo 2-0 al minuto 49. Ha partecipato, con la Nazionale, alla Coppa d'Oceania 2002. Ha collezionato in totale, con la maglia della Nazionale, 9 presenze e due reti.

## Palmarès

### Club

#### Competizioni nazionali
- Campionato figiano di calcio: 10

Ba: 1999, 2002, 2003, 2004, 2005, 2006, 2008, 2010, 2011, 2012
- Campionato interdistrettuale figiano: 4

Ba: 2003, 2004, 2006, 2007
- Battle of Giants figiana: 5

Ba: 1999, 2006, 2007, 2008, 2009
- Coppa delle Figi: 6

Ba: 1998, 2004, 2005, 2006, 2007, 2010
- Champions vs. Champions figiana: 9

Ba: 1999, 2002, 2003, 2004, 2005, 2006, 2008, 2011, 2012